# Julio Cavestany de Anduaga

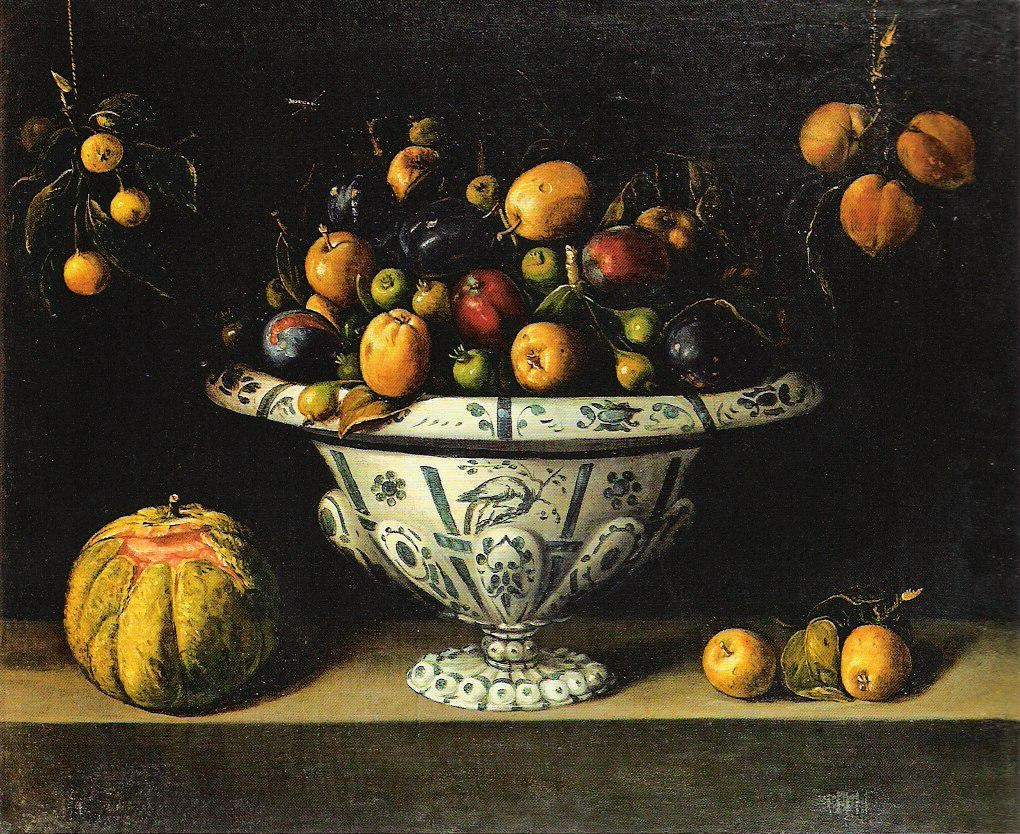
Juan van der Hamen y León, Fayence-Fruchtschale mit Passionsfrucht, Holzäpfeln und Birnen, 54 cm × 65 cm, Öl auf Leinwand, um 1621. Das Bild wurde 1935 von Cavestany de Anduaga dem Künstler zugeschrieben.

Julio Cavestany de Anduaga (* 1883 in Madrid; † 1965 ebenda) war ein spanischer Kunsthistoriker.
Julio Cavestany de Anduaga studierte spanische Geschichte und Kunstgeschichte. Er arbeitete für den spanischen Tourismusverband und übernahm in dieser Funktion die Reorganisation des Museo Arqueológico de Burgos in Burgos. Für die Exposición Ibero-Americana in Sevilla 1929 gestaltete er den Tourismus-Pavillon. 1935 fand unter der Betreuung durch Julio Cavestany de Anduaga der Wiederaufbau des Hauses statt, in dem Lope de Vega seine letzten Lebensjahre verbracht hatte. Im selben Jahr organisierte er die Ausstellung Floreros y bodegones en la pintura española. Es war die erste große und bedeutende Ausstellung zum spanischen Stillleben. Die anlässlich dieser Ausstellung herausgegebene und infolge des Spanischen Bürgerkrieges erst 1940 veröffentlichte Publikation war bis in die 1960er-Jahre für das spanische Stillleben und für Künstler wie Juan van der Hamen y León maßgeblich. 1941 wurde Julio Cavestany Mitglied der Real Academia de Bellas Artes de San Fernando in Madrid. Seit 1951 war er Mitglied im Verwaltungsrat des Museo del Prado. 1952 wurde er dann Direktor des Museo Nacional del Siglo XIX, in dessen Verwaltungsrat er später aufrückte und das später im Museo del Prado aufging. Zwei Jahre später wurde er Vorsitzender der Sociedad Española de Amigos del Arte.

## Publikationen (Auswahl)
- 1930: El retrato de fray Alonso de San Vitores pintado por fray Juan Andres Ricci y otras obras burgalesas del Fraile artista y tratadista.
- 1935, gemeinsam mit Pedro Muguruza und Francisco Javier Sánchez Cantón: La Casa de Lope de Vega.
- 1940, gemeinsam mit Enrique Lafuente Ferrari: Floreros y bodegones en la pintura española.
- 1951: La Infanta Isabel y la Sociedad Española de Amigos del Arte.
- 1955: El pintor Manuel García Hispaleto.

## Nachweise
1. ↑  William B. Jordan: Juan van der Hamen y León & The Court of Madrid. Yale University Press, New Haven 2005. ISBN 0-300-11318-8. S. 16.

| Personendaten    | Personendaten               |
| ---------------- | --------------------------- |
| NAME             | Cavestany de Anduaga, Julio |
| KURZBESCHREIBUNG | spanischer Kunsthistoriker  |
| GEBURTSDATUM     | 1883                        |
| GEBURTSORT       | Madrid                      |
| STERBEDATUM      | 1965                        |
| STERBEORT        | Madrid                      |